# Coupe d'Europe de rugby à XV 1995-1996
Navigation
H-Cup 1996-1997
Une Coupe d’Europe avait été envisagée la saison précédente avec la participation des quatre premières équipes des cinq nations disputant le Tournoi, dont les demi-finalistes du dernier championnat français (Toulouse, Clermont, Grenoble et Dax), mais cette édition sera finalement annulée.
La Coupe d'Europe de rugby à XV 1995-1996, est donc la première édition de la Coupe d'Europe de rugby. Elle commence le 12 octobre 1995 à Constanța en Roumanie. Elle réunit des participants irlandais, italiens, gallois, français et roumains. Les douze équipes s'affrontent dans une première phase de poules, puis par élimination directe sur deux tours (demies et finale).
Il y a quatre poules de trois équipes. En matches de poules, deux points sont accordés pour une victoire, un pour un nul, rien pour une défaite. Chaque équipe affronte une fois ses adversaires de groupe pour un total de deux matches (à domicile et à l'extérieur). Seule la première de chaque groupe est qualifiée pour les demi-finales. En cas d'égalité, c'est la différence de points qui départage les clubs.
La finale oppose le 7 janvier 1996 à l'Arms Park de Cardiff l'équipe de Cardiff RFC au Stade toulousain. Le match est absolument somptueux et se termine par la victoire des Toulousains au bout de la prolongation et d'un suspense haletant.

## Équipes engagées
| France - Castres olympique - Stade toulousain - CA Bègles Bordeaux | Pays de Galles - Cardiff RFC - Pontypridd RFC - Swansea RFC | Irlande - Leinster Rugby - Munster Rugby - Ulster Rugby | Italie - Benetton Rugby Trévise - Amatori Rugby Milan | Roumanie - RCJ Farul Constanța |

## Première phase

### Abréviations
Il est fait mention dans les tables de classement du rang des premiers de poule.
Signification des abréviations dans les tables de classement :
| - Pts : points - J : matches joués - V : victoires - N : matches nuls - D : défaites | - EM : essais marqués - EE : essais encaissés - PM : points marqués - PE : points encaissés - Δ : différence de points. |

### Poule A
| Équipe                 | Pays     |
| ---------------------- | -------- |
| Stade toulousain       | France   |
| Benetton Rugby Trévise | Italie   |
| RCJ Farul Constanța    | Roumanie |

| Équipe                 | Pts | J | V | N | D | EM | EE | PM | PE  | Δ    |
| ---------------------- | --- | - | - | - | - | -- | -- | -- | --- | ---- |
| Stade toulousain 1er   | 4   | 2 | 2 | 0 | 0 | 8  | 1  | 72 | 19  | +53  |
| Benetton Rugby Trévise | 2   | 2 | 1 | 0 | 1 | 12 | 1  | 95 | 26  | +69  |
| RCJ Farul Constanța    | 0   | 2 | 0 | 0 | 2 | 2  | 20 | 18 | 140 | -122 |

| Date        | Lieu                                | Équipe                 | Score | Adversaire             |
| ----------- | ----------------------------------- | ---------------------- | ----- | ---------------------- |
| 31 octobre  | Stadionul de Rugby Farul, Constanţa | RCJ Farul Constanța    | 10-54 | Stade toulousain       |
| 7 novembre  | Di Monigo, Trévise                  | Benetton Rugby Trévise | 86-8  | RCJ Farul Constanța    |
| 15 décembre | Ernest-Wallon, Toulouse             | Stade toulousain       | 18-9  | Benetton Rugby Trévise |

### Poule B
| Équipe             | Pays           |
| ------------------ | -------------- |
| CA Bègles Bordeaux | France         |
| Cardiff RFC        | Pays de Galles |
| Ulster             | Irlande        |

| Équipe             | Pts | J | V | N | D | EM | EE | PM | PE | Δ   |
| ------------------ | --- | - | - | - | - | -- | -- | -- | -- | --- |
| Cardiff RFC, 3e    | 3   | 2 | 1 | 1 | 0 | 7  | 1  | 60 | 20 | +40 |
| CA Bègles Bordeaux | 3   | 2 | 1 | 1 | 0 | 6  | 3  | 43 | 30 | +13 |
| Ulster             | 0   | 2 | 0 | 0 | 2 | 2  | 11 | 22 | 75 | -53 |

| Date        | Lieu               | Équipe             | Scores | Adversaire         |
| ----------- | ------------------ | ------------------ | ------ | ------------------ |
| 21 novembre | André-Moga, Bègles | CA Bègles Bordeaux | 14-14  | Cardiff RFC        |
| 21 novembre | Arms Park, Cardiff | Cardiff RFC        | 46-6   | Ulster             |
| 13 décembre | Ravenhill, Belfast | Ulster             | 16-29  | CA Bègles Bordeaux |

### Poule C
| Équipe              | Pays           |
| ------------------- | -------------- |
| Pontypridd RFC      | Pays de Galles |
| Leinster            | Irlande        |
| Amatori Rugby Milan | Italie         |

| Équipe              | Pts | J | V | N | D | EM | EE | PM | PE | Δ   |
| ------------------- | --- | - | - | - | - | -- | -- | -- | -- | --- |
| Leinster, 2e        | 4   | 2 | 2 | 0 | 0 | 4  | 3  | 47 | 43 | +4  |
| Pontypridd RFC      | 2   | 2 | 1 | 0 | 1 | 2  | 2  | 53 | 35 | +18 |
| Amatori Rugby Milan | 0   | 2 | 0 | 0 | 2 | 2  | 3  | 33 | 55 | -22 |

| Date         | Lieu                            | Équipe              | Scores | Adversaire          |
| ------------ | ------------------------------- | ------------------- | ------ | ------------------- |
| 1er novembre | Stadio Comunale Giuriati, Milan | Amatori Rugby Milan | 21-24  | Leinster            |
| 22 novembre  | Sardis Road, Pontypridd         | Pontypridd RFC      | 31-12  | Amatori Rugby Milan |
| 6 décembre   | Lansdowne Road, Dublin          | Leinster            | 23-22  | Pontypridd RFC      |

### Poule D
| Équipe            | Pays           |
| ----------------- | -------------- |
| Castres olympique | France         |
| Swansea RFC       | Pays de Galles |
| Munster           | Irlande        |

| Équipe            | Pts | J | V | N | D | EM | EE | PM | PE | Δ  |
| ----------------- | --- | - | - | - | - | -- | -- | -- | -- | -- |
| Swansea RFC, 4e   | 2   | 2 | 1 | 0 | 1 | 3  | 3  | 35 | 27 | +8 |
| Munster           | 2   | 2 | 1 | 0 | 1 | 2  | 2  | 29 | 32 | -3 |
| Castres olympique | 2   | 2 | 1 | 0 | 1 | 2  | 2  | 29 | 34 | -5 |

| Date         | Lieu                            | Équipe            | Scores | Adversaire        |
| ------------ | ------------------------------- | ----------------- | ------ | ----------------- |
| 1er novembre | Thomond Park, Limerick          | Munster           | 17-13  | Swansea RFC       |
| 8 novembre   | Stade de la Chevalière, Mazamet | Castres olympique | 19-12  | Munster           |
| 5 décembre   | St Helen's, Swansea             | Swansea RFC       | 22-10  | Castres olympique |

## Phase finale
Les quatre premiers de chaque poule sont qualifiés pour les demi-finales. Ils sont classés selon leurs résultats après leurs deux matches de poule, le premier recevant le quatrième et le deuxième faisant de même avec le troisième :
| Rang | Équipes          | Pts | Δ   |
| 1er  | Stade toulousain | 4   | +53 |
| 2e   | Leinster         | 4   | +4  |
| 3e   | Cardiff RFC      | 3   | +40 |
| 4e   | Swansea RFC      | 2   | +8  |

### Tableau
|  | Demi-finales                                         | Demi-finales                                         |                  |    | Finale                                | Finale                                |
|  | Demi-finales                                         | Demi-finales                                         |                  |    | Finale                                | Finale                                |
|  |                                                      |                                                      |                  |    |                                       |                                       |
|  | 30 décembre 1995 au Stade des Sept Deniers, Toulouse | 30 décembre 1995 au Stade des Sept Deniers, Toulouse |                  |    | 7 janvier 1996 à l'Arms Park, Cardiff | 7 janvier 1996 à l'Arms Park, Cardiff |
|  | 30 décembre 1995 au Stade des Sept Deniers, Toulouse | 30 décembre 1995 au Stade des Sept Deniers, Toulouse |                  |    | 7 janvier 1996 à l'Arms Park, Cardiff | 7 janvier 1996 à l'Arms Park, Cardiff |
|  | Stade toulousain                                     | 30                                                   |                  |    | 7 janvier 1996 à l'Arms Park, Cardiff | 7 janvier 1996 à l'Arms Park, Cardiff |
|  | Stade toulousain                                     | 30                                                   |                  |    | 7 janvier 1996 à l'Arms Park, Cardiff | 7 janvier 1996 à l'Arms Park, Cardiff |
|  | Swansea RFC                                          | 3                                                    |                  |    | 7 janvier 1996 à l'Arms Park, Cardiff | 7 janvier 1996 à l'Arms Park, Cardiff |
|  | Swansea RFC                                          | 3                                                    | Stade toulousain | 21 |                                       |                                       |
|  | 30 décembre 1995 à Lansdowne Road, Dublin            |                                                      | Stade toulousain | 21 |                                       |                                       |
|  |                                                      | Cardiff RFC                                          | 18               |    |                                       |                                       |
|  | Leinster                                             | Cardiff RFC                                          | 18               | 14 |                                       |                                       |
|  | Leinster                                             |                                                      |                  | 14 |                                       |                                       |
|  | Cardiff RFC                                          | 23                                                   |                  |    |                                       |                                       |
|  | Cardiff RFC                                          | 23                                                   |                  |    |                                       |                                       |

### Demi-finales
| Date        | Stade                  | Équipe           | Score | Adversaire  |
| ----------- | ---------------------- | ---------------- | ----- | ----------- |
| 30 décembre | Sept Deniers, Toulouse | Stade toulousain | 30-03 | Swansea RFC |
| 30 décembre | Lansdowne Road, Dublin | Leinster         | 14-23 | Cardiff RFC |

### Finale
| Équipes            | Stade toulousain – Cardiff RFC |
| Score              | 21 – 18 ap ; 15 – 15 à la fin du temps réglementaire (mt 12-6, mtp 18-15) |
| Date               | Dimanche 7 janvier 1996, 13:30 UTC |
| Stade              | Arms Park à Cardiff |
| Arbitres           | David McHugh, assisté de Bertie Smith et de Dowell |
| Les équipes        | |
| Stade toulousain   | Titulaires : 1 Christian Califano, 2 Patrick Soula, 3 Claude Portolan, 4 Hugues Miorin, 5 Franck Belot, 6 Didier Lacroix puis Richard Castel (58e), 7 Sylvain Dispagne, 8 Hervé Manent, 9 Jérôme Cazalbou, 10 Christophe Deylaud, 11 David Berty puis Ugo Mola (69e), 12 Thomas Castaignède puis Éric Artiguste (93e), 13 Philippe Carbonneau, 14 Émile Ntamack (cap.), 15 Stéphane Ougier Remplaçants : Ugo Mola, Éric Artiguste, Richard Castel, Christophe Guiter, Nicolas Bacqué, Olivier Carbonneau, Pascal Lasserre |
| Cardiff RFC        | Titulaires : 1 Andrew Lewis, 2 Jonathan Humphreys, 3 Lyndon Mustoe, 4 John Wakeford, 5 Derwin Jones, 6 Emyr Lewis, 7 Martyn Williams (cap.), 8 Hemi Taylor, 9 Andrew Moore, 10 Adrian Davies, 11 Jonathan Hill puis Mike Rayer (98e), 12 Mike Hall, 13 Mark Ring puis Jonathan Davies (40e), 14 Steve Ford puis Jonathan Hill (98e), 15 Mike Rayer Remplaçants : Jonathan Davies, Nigel Walker, Andrew Booth, Howard Stone, Keith Stewart, Mike Griffiths, Paul Young                                                     |
| Points marqués     | |
| Stade toulousain   | 2 essais : Thomas Castaignède 5e, Jérôme Cazalbou 10e 1 transformation : Christophe Deylaud 11e 2 pénalités : Christophe Deylaud 82e, 115e 1 drop : Thomas Castaignède 65e |
| Cardiff RFC        | 6 pénalités : Adrian Davies 13e, 29e, 46e, 72e, 80e, 100e |
| Évolution du score | 5-0, 12-0, 12-3, 12-6, mt ; 12-9, 15-9, 15-12, 15-15, tr ; 18-15, mtp ; 18-18, 21-18 |